# Georg Adolf Demmler
Georg Adolf Demmler, född 22 december 1804 i Berlin, död 2 januari 1886 i Schwerin, var en tysk arkitekt.
Demmler studerade vid Bauakademie i Berlin och inträdde 1824 i mecklenburgsk tjänst. Han ritade de förnämsta byggnaderna i staden Schwerin, såsom teatern, rådhuset, arsenalen och regeringsbyggnaden, men framförallt det storhertigliga slottet, i vilket han till gamla rester från Albrecht von Wallensteins dagar lade nya former, hämtade från den franska renässansen. Eftersom han var inblandad i den politiska turbulensen 1848–1849, tvingades han lämna arbetet, vilket ändrades och 1858 fullbordades under ledning av Friedrich August Stüler. Under tiden var Demmler bortrest, men återkom 1857 och utförde 1875 en ombyggnad av teatern.

## Bildgalleri

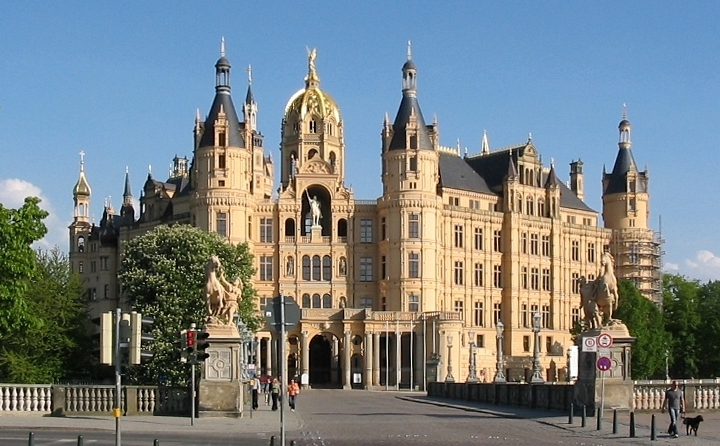
Slottet i Schwerin.